# Glazba u 1944.
Glazba u 1944. godini.

## Svijet

### Izdanja
Objavljeni studijski, koncertni i kompilacijski albumi, singlovi, maksi singlovi, EP-ovi.
Za poznate glazbenike koje su tad objavili djelo, ali nisu ga objavili nosaču zvuka kod izdavačke kuće, nego u vlastitom izdanju, to ulazi ovdje. Isto vrijedi i za one glazbenike koji (ni)su djelovali u doba kad nije bilo nosača zvuka, nego su djelo objavili u pisanom obliku.

### Koncertne turneje
Održane koncertne turneje.

### Istaknuti koncerti
Povijesno važni koncerti, prvi povijesni koncert nekog glazbenog subjekta ili posljednji (oproštajni) koncert nekog glazbenog subjekta.

### Osnivanja
Osnivanja poznatih izdavačkih kuća, sastava, prvi glazbeni angažman, glazbenih emisija na radiju, televiziji, glazbenih časopisa, pokretanje glazbene manifestacije, izgradnja poznate koncertne dvorane ili otvaranje poznatog glazbenog kluba, pojava (nastanak ili dolakak) glazbenog pravca i sl.

### Gašenja i raspuštanja
Gašenja ili preuzimanja poznatih izdavačkih kuća, sastava, glazbenih emisija na radiju, televiziji, glazbenih časopisa, glazbene manifestacije, raspuštanja glazbenih subjekata i sl.

### Rođenja
Rođenja poznatih glazbenika i osoba u svezi s glazbom.
- 1. siječnja – Lloyd Barnes, popularno Bullwackie, jamajčanski glazbeni producent reggae glazbe, dub glazbenik i osnivač neovisne izdavačke kuće Wackies[1]
- 27. siječnja – Nick Mason
- 28. siječnja – John Tavener
- 5. veljače – Al Kooper
- 23. veljače –  Johnny Winter
- 4. ožujka – Bobby Womack
- 15. travnja – Dave Edmunds
- 24. travnja – Tony Visconti
- 24. svibnja – Patti LaBelle
- 28. svibnja – Gladys Knight
- 21. lipnja – Ray Davies (The Kinks), kantautor, glazbeni producent
- 24. lipnja – Jeff Beck
- 12. rujna – Barry White
- 19. listopada – Peter Tosh,  jamajčanski reggae glazbenik i revolucionar
- 1. prosinca – John Densmore

### Smrti
Smrti poznatih glazbenika i osoba u svezi s glazbom.
- 17. listopada – Pavel Haas – (rođ. 1. lipnja)
- 15. prosinca – Glenn Miller – (rođ. 1. ožujka)

### Ostalo
Uvođenje novih nosača zvuka, medijskog servisa i distribucijskog kanala i sl.

## Hrvatska i u Hrvata

### Izdanja
Objavljeni studijski, koncertni i kompilacijski albumi, singlovi, maksi singlovi, EP-ovi.
Za poznate glazbenike koje su tad objavili djelo, ali nisu ga objavili nosaču zvuka kod izdavačke kuće, nego u vlastitom izdanju, to ulazi ovdje. Isto vrijedi i za one glazbenike koji (ni)su djelovali u doba kad nije bilo nosača zvuka, nego su djelo objavili u pisanom obliku.

### Osnivanja
Osnivanja poznatih izdavačkih kuća, udruga, sastava, prvi glazbeni angažman, glazbenih emisija na radiju, televiziji, glazbenih časopisa, pokretanje glazbene manifestacije, izgradnja poznate koncertne dvorane ili otvaranje poznatog glazbenog kluba, pojava (nastanak ili dolakak) glazbenog pravca i sl.

### Gašenja i raspuštanja
Gašenja ili preuzimanja poznatih izdavačkih kuća, sastava, glazbenih emisija na radiju, televiziji, glazbenih časopisa, glazbene manifestacije, raspuštanja glazbenih subjekata i sl.

### Rođenja
Rođenja poznatih glazbenika i osoba u svezi s glazbom.
- Zdenka Kovačiček, (16. siječnja 1944.)

### Smrti
Smrti poznatih glazbenika i osoba u svezi s glazbom.
- fra Bernardin Sokol, hrvatski crkveni i svjetovni glazbenik, glazbeni publicist, skladatelj, teolog, muzikolog, dobar polifoničar i izraziti melodičar i mučenik, žrtva zločina jugokomunističkih partizana

### Ostalo
Uvođenje novih nosača zvuka, medijskog servisa i distribucijskog kanala i sl.